# Сабзевар
Сабзевар (на персийски: سبزوار) е град в североизточен Иран разположен на 250 км западно от град Мешхед. Сабзевар е с население от 243 700 жители (2016 г.). През Керманшах е минавал Пътят на коприната. Градът разполага с летище и университет и е свързан с Мешхед и Техеран с шосеен път.